# Усола (Горномарийский район)
Усола (с гор.-мар. — «новая деревня») — село в Горномарийском районе Марий Эл, административный центр Усолинского сельского поселения.

## Географическое положение
Село Усола расположено к югу от Козьмодемьянска, в 3-х км от дороги, связывающей Козьмодемьянск с федеральной трассой «Волга», и в 14 км от районного центра. Расстояние до берега Волги около 4 км.

## История
Впервые село Усола упоминалось в 1881 году как околодок Захаркин, что говорит об основателе деревни. Само марийское название села Усола переводится как новая деревня. Она была основана погорельцами из деревни Эсяново.
В конце XIX — начале XX веков Виловражской волости Козьмодемьянского уезда Казанской губернии.
В 1883 году в Усоле была построена деревянная церковь и начальная школа, в связи с чем деревня получила статус села.
После революции в 1921 году село стало центром Усолинского района Козьмодемьянского кантона, а в 1931 году — центром Усолинского сельсовета.
В 1930 году в селе был организован колхоз «Смычка», после объединения с другими колхозами он стал называться колхоз «Красное Сормово», а в послевоенные годы преобразован в колхоз имени В. И. Ленина.

## Население
| 1890 | 1897 | 1915 | 1919 | 1925 | 1929 | 2002 |
| ---- | ---- | ---- | ---- | ---- | ---- | ---- |
| 110  | ↘100 | ↗174 | ↘137 | ↗157 | ↘145 | ↗252 |
| 2010 | 2013 | 2014 | 2015 |      |      |      |
| ↘250 | ↗280 | ↘266 | ↗275 |      |      |      |

По данным переписи 2001 года в селе проживали 265 человек. Было 88 дворов, 5 из которых пустующих.

## Известные уроженцы
- Пандиков Геннадий Александрович (1899—1961) — советский деятель здравоохранения, врач-терапевт, врач-инфекционист, доктор медицинских наук (1957), профессор. Директор Башкирского медицинского института (1940―1947), проректор по научной части Омского медицинского института (1958―1959), член правления Всесоюзного общества терапевтов. Исследователь проблемы бруцеллёза в 1930―1950-е годы в СССР. Заслуженный врач РСФСР (1949), кавалер ордена Ленина. Участник Гражданской войны в России (1919―1921). Член РКП(б) с 1920 года.
- Черновский Спиридон Алексеевич (1888—1966) ― марийский советский педагог. Учитель марийского языка и литературы Усолинской школы Горномарийского района Марийской АССР. Заслуженный учитель школы РСФСР (1951). Кавалер ордена Ленина (1949). Участник Первой мировой, Гражданской и Великой Отечественной войн.